# Státní regulační komise
Státní regulační komise (plným názvem Státní regulační komise pro Prahu a okolí) byl odborný orgán podřízený předsednictvu československé vlády, nezávislý na městské samosprávě a úzce spolupracující s regulačním odborem pražského stavebního úřadu. Byla zřízena zákonem č. 88/1920 Sb., o zřízení státní regulační komise pro hlavní město Prahu s okolím, v roce 1920, tedy ještě před vznikem Velké Prahy, za účelem vytvoření generálního regulačního plánu, který by usměrnil dosavadní poměrně živelný růst Prahy a inicioval její přerod v centrum nového, československého státu. Kromě tehdejší Prahy zahrnovala působnost komise území 78 obcí zájmového okolí. Komise byla zřízena jako dočasná s tím, že ministerská rada ji po návrhu ministra veřejných prací měla propustit poté, co by komise dokončila svůj úkol. Působila až do roku 1939.

## Složení a vedení
Komise měla 9 členů, jejichž funkční období bylo 3 roky. Do roku 1923 komisi předsedal architekt Josef Sakař, poté až do jejího zániku inženýr Eustach Mölzer. Členstvím v komisi prošli například Antonín Balšánek, Bohumil Hypšman, Antonín Engel, Pavel Janák, Ladislav Machoň nebo Max Urban.
Předsedu komise jmenovala ministerská rada, členy její ministr veřejných prací v dohodě se zúčastněnými ministry, vyžádaje si na jmenování jednoho člena návrh zemského správního výboru a na jmenování tří členů návrh městské rady Pražské. Členy mohli býti jen odborníci, tři čtvrtiny členů museli býti architekti a inženýři. Předsedu zprošťovala úřadu ministerská rada, členy ministr veřejných prací. Státní regulační komise měla právo ve všech odborných otázkách podle volného uvážení přibrati ku poradám zvláštní znalce neb komise s hlasem poradním, nebo vyžádati si jejich písemné dobré zdání. Předseda a členové komise byli vzati do přísahy jako veřejní úředníci.
Předseda a členové komise byli vyloučeni z přímého i nepřímého účastenství na pracích, které komise zadávala soutěží nebo z volné ruky.

## Činnost
Technické práce, jichž bylo třeba pro státní regulační komisi, měly provádět kancelář regulační hlavního města Prahy, studijní kancelář Pražské nádražní komise, státem zřízená kancelář pro úpravu řeky Vltavy a jejích přítoků v oblasti Prahy a okolí nebo jiné kanceláře, které z popudu státní regulační komise se schválením ministerstva veřejných prací byly zřízeny.
V počátcích neexistovaly základní podklady jako výškové zaměření, údaje o půdních poměrech, technických sítích a demografická data. Tyto podklady postupně zpracovával měřičský odbor stavebního úřadu až do roku 1925. I proto komise rozdělila město na 4 sektory, které řešila postupně v rámci veřejných soutěží v letech 1920–1924. První návrh celkového regulačního plánu Prahy pochází Asi z roku 1924 pochází první návrh celkového regulačního plánu Prahy, v měřítku 1 : 5000, označovaný jako „zelený tisk“. V roce 1930 komise dokončila Přehledný regulační a zastavovací plán Prahy v měřítku 1 : 2880, ale tento dokument, stejně jako nový stavební zákon, nebyl schválen. Práce na Přehledném regulačním a zastavovacím plánu Prahy probíhaly pomalu a obtížně v letech 1927 až 1928. Byl to velkoryse koncipovaný rámcový plán moderního velkoměsta pro 1,6 milionu obyvatel. K jeho schválení však nedošlo v důsledku politických změn na začátku 2. světové války.
Celkem komise projednala 124 návrhů regulačních plánů, z nichž 70 bylo potvrzeno Ministerstvem veřejných prací a tím nabylo právní moci. Plány pro zbylá území se však do roku 1939, kdy komise zanikla, nepodařilo projednat. Se svým zánikem vytvořila komise Přehled rozsahu regulačních plánů v měřítku 1 : 19 000, v němž zachytila výsledný stav své práce. Původní důvodové zprávy k jednotlivým plánům se nedochovaly.
Od roku 1940 pak měla koordinaci plánování města na starosti nově zřízená Plánovací komise pro hlavní město Prahu a okolí.

## Financování
Výlohy státní regulační komise, zejména honorář předsedy, místopředsedy a členů, platy úředních sil a zřízenců, ceny na projekty soutěžené nebo z volné ruky objednané a odměny znalcům nesl stát. Ministerstvo veřejných prací a ministerstvo financí schvalovala v dohodě její rozpočty a vykonávala dozor nad jejím hospodařením.
Vybavené úřední místnosti včetně kancelářských potřeb zajišťovala a dozor v této oblasti zajišťovala obec Pražská, přičemž náklady s tím spojené nesly obce, jichž se působnost komise týkala, společně v poměru přímých daní jim předepsaných. Výlohy s udržováním městské kanceláře regulační nesla obec Pražská sama.